# Hay–Bunau-Varilla-egyezmény
Az 1903. november 18-án aláírt Hay–Bunau-Varilla-egyezmény egy olyan szerződés volt az Amerikai Egyesült Államok és a néhány nappal azelőtt függetlenné vált Panama képviselői között, amelynek értelmében a megépítendő Panama-csatorna térségében létrehozták az amerikai fennhatóság alatt álló Panama-csatorna-övezetet. Nevét előkészítésének két fő alakjáról, John Hayról és Philippe Bunau-Varilláról kapta.

## Előzmények
Az akkor még Kolumbiához tartozó Panama-földszoroson a 19. század végén kezdődtek meg egy óceánok közötti csatorna építésének munkálatai. Miután az építkező franciák csődbe mentek, az Amerikai Egyesült Államok folytatta a tervezést. 1903. augusztus 12-én azonban a kolumbiai kongresszus elutasította az előkészített Herrán–Hay-egyezmény ratifikációját, amelynek értelmében a felépülő csatornát az USA 100 évre megkapta volna. Valószínű, hogy ez a visszautasítás vezetett oda, hogy Theodore Roosevelt amerikai elnök hadihajókat küldött a panamai partokhoz, beavatkozva a panamaiak addig is szerveződő függetlenségi mozgalma mellett, arra kényszerítve Kolumbiát, hogy végül november 3-án ismerjék el Panama függetlenségét. A függetlenségi mozgalomba beépült francia Philippe Bunau-Varilla közbenjárására az új ország és az USA eljutott odáig, hogy 1903. november 18-án este 6 óra 40-kor John Hay amerikai államtitkár washingtoni házában aláírtak egy új, a korábbihoz képest más feltételeket tartalmazó szerződést: ez volt a Hay–Bunau-Varilla-egyezmény. A végleges szöveg szinte csak az utolsó pillanatban alakult ki: Hay 15-én még egy olyan tervezetet küldött Bunau-Varillának, amely alig különbözött a nyáron elutasított szerződéstől, Bunau-Varilla pedig 17-én egy teljesen új szöveget is írt, valamint észrevételeket is tett a Hay-féle szöveghez, és mindkettőt visszaküldte Haynak, hogy válasszon. A megkötött szerződés a Bunau-Varilla által megalkotott szövegen alapult.
Hivatalosan Panamát ekkor egy ideiglenes junta irányította, ennek képviselői, Manuel Amador Guerrero és Federico Boyd lettek volna azok, akiknek joguk lett volna a tárgyalásokra. Mind Bunau-Varilla, mind Hay tudatában volt ennek, de Bunau-Varilla azt állította, hogy amíg Amador és Boyd nem érkezik meg, addig neki teljes joga van mindenféle tárgyaláshoz. Az aláírásra nagyjából két órával azelőtt került sor, hogy a két képviselő megérkezett volna Washingtonba. A junta végül december 2-án anélkül ratifikálta a szerződést, hogy az angol szöveget egyáltalán lefordították volna spanyolra.

## Tartalma
A szerződés értelmében Panama az USA protektorátusává vált, a csatorna és az annak 10 mérföld (kb. 16 km) széles sávja, a Panama-csatorna-övezet fölötti irányítást is az amerikaiak szerezték meg, méghozzá határozatlan (örök) időkre. Emellett nem csak a zónán belül érvényesültek az amerikai jogok, hanem az azon kívül eső Panamavárosban, Colónban és az ezekkel szomszédos területeken is jogot kaptak ahhoz, hogy beavatkozzanak, amennyiben a közrendet megzavaró események történnek. Bár a csatornát hivatalosan semleges területnek definiálták, mégis rögzítették, hogy az USA a térségben katonai erődöket és hadihajó-állomásokat építhet. Mindezért cserébe Panama katonai védelmet kapott, valamint kompenzációként 10 millió dollárt, és évi 250 000 dollár további járadékot, amelyeket 9 évvel a szerződés megkötése után kellett az amerikaiaknak kifizetniük.